# Jacques Plante
Joseph Jacques Omer Plante, kanadski hokejist, * 17. januar 1929, Notre-Dame-du-Mont-Carmel, Quebec, Kanada, † 27. februar 1986.

## Življenje
Plante je bil kanadski hokejski vratar. V svoji karieri, ki je trajala med leti 1947 in 1975, je z Montreal Canadiensi šestkrat osvojil Stanleyjev pokal, pripomogel pa je tudi k inovaciji hokeja. Za leto 1965 je napovedal svojo upokojitev, toda leta 1968 se je vrnil k St. Louis Bluesom ob razširitvi lige NHL. Leta 1970 je prestopil k Toronto Maple Leafsom in leta 1973 k Boston Bruinsom. V sezoni 1973/74 je deloval kot trener in športni direktor Quebec Nordiquesov v ligi WHA, v sezoni 1974/75 pa je zadnjič zaigral pri Edmonton Oilersih. 
Bil je prvi vratar v ligi NHL, ki je stalno branil z zaščitno masko. Razvil in preizkusil je več različnih zasnov maske, tudi predhodnico sodobne standardne čelade z zaščitno masko. Prav tako je bil prvi vratar, ki je igral s ploščkom tudi izven vratarjevega prostora, s čimer je pomagal svojim branilcem. Pogosto je tudi svoje igralce opozarjal na nevarnosti za njimi. Leta 1978 je bil sprejet v Hokejski hram slavnih lige NHL, leta 1981 v Kanadski športni hram slavnih, Montreal Canadiensi pa so leta 1995 upokojili njegov dres s številko 1.